# Lüdersdorf (Meklemburgia-Pomorze Przednie)
Lüdersdorf – miejscowość i gmina w Niemczech, w kraju związkowym Meklemburgia-Pomorze Przednie, w powiecie Nordwestmecklenburg, wchodzi w skład Związku Gmin Schönberger Land.